# Derek Sherinian
Derek Sherinian é um tecladista nascido em Laguna Beach, Califórnia. Ele é mais conhecido por ter tocado em bandas como Alice Cooper, Kiss e Dream Theater. Derek tem ascendência da Armênia.

## Biografia
Com o Dream Theater, ele gravou os álbuns A Change of Seasons (1995), Falling Into Infinity (1997) e Once in a LIVEtime (1998) antes de sair da banda em 1999 substituído por Jordan Rudess.
Desde 2000, Sherinian tem gravado álbuns solo junto com artistas como Yngwie Malmsteen, Zakk Wylde e Steve Lukather. De 2002 a 2010, Sherinian esteve em turnê com Billy Idol. Além disso, ele gravou alguns álbuns de tributo. Em 2011 formou a banda Black Country Communion.

### Polêmica em Porto Alegre
No dia 2 de outubro de 2001, no Bar Opinião, na cidade de Porto Alegre, Derek Sherinian fazia parte da banda de Yngwie Malmsteen, que passava pelo país em turnê. Após subir ao palco com atraso, Malmsteen tocou o hino dos Estados Unidos em referência ao atentado ocorrido na época, o que provocou vaias do público e gritos de "Bin Laden". Sucedeu-se um princípio de tumulto e o show foi encerrado. No dia seguinte, Sherinian publicou uma nota em seu site oficial indignado com o acontecido:
| “ | As pessoas de Porto Alegre deveriam estar envergonhadas de si mesmas. Não estou nem aí se nunca mais tocar nessa cidade de terceiro mundo infestada de mendigos. | ” |

No dia seguinte, Derek publicou um pedido de desculpas pela nota que havia divulgado, justificando sua reação pelo momento delicado pelo qual todos os americanos estavam passando devido ao atentado de 11 de setembro.

## Discografia

### Como artista solo
- Planet X (1999)
- Inertia (2001)
- Black Utopia (2003)
- Mythology (2004)
- Blood of the Snake (2006)
- Molecular Heinosity (2009)
- Oceana (2011)

### ComKiss
- Alive III (1993)

### ComAlice Cooper
- The Last Temptation (1994)
- Classicks (1995)

### ComDream Theater
- A Change of Seasons (1995)
- Falling Into Infinity (1997)
- Once in a LIVEtime (ao vivo) (1998)

### Com Platypus
- When Pus Comes To Shove (1999)
- Ice Cycles (2000)

### ComYngwie Malmsteen
- Attack!! (2002)

### Com Planet X
- Universe (2000)
- Live From Oz (ao vivo) (2002)
- MoonBabies (2002)
- Quantum (2007)

### ComBlack Country Communion
- Black Country (2010)
- 2 (2011)
- Afterglow (2012)

### ComSons of Apollo
- Psychotic Symphony (2017)
- MMXX (2020)

### Outros projetos
- Gillrock Ranch - Brad Gillis (1993)
- Odd Man Out - Pat Torpey (1996)
- Ritual (na faixa "Over Your Head") - Shaman
- Jughead - Jughead (2002)
- Attack!! - Yngwie Malmsteen (2002)
- The Seventh Sign - Section A (2003)
- 01011001 (na faixa "The Fifth Extinction") - Ayreon (2008)
- Relocator - Relocator (2010)
- Smite and Ignite - Pentakill (2014)
- Last Goodbye - STR8 (2022)